# Északi-fok
Északi-foknak több földrajzi helyet is neveznek. Európában ez az elnevezés a kontinentális Európa legészakibb pontját jelenti, amely a norvégiai Nordkapp.
Egyéb Északi-fokok:
- A Prince Edward-sziget legészakibb pontja, Kanada
- Új-Zéland legészakibb pontja

## Földrajz
Az Északi-fok a norvégiai Magerøya szigeten található, magassága 307 m, és ebből a magasságból szinte függőleges sziklafal vezet le a Jeges-tengerig. Koordinátái: 71°10′20.95″É, 25°47′8.85″K. Általában ezt a pontot tekintik a kontinens legészakibb pontjának, de valójában a sziget szomszédos, Knivskjellodden nevű nyúlványa közel 1500 méterrel közelebb van az Északi-sarkhoz. Az igazsághoz hozzátartozik az is, hogy mindkét pont egy szigeten található – tehát a szó szoros értelmében nem a kontinensen – igaz, a szigetet az Északi-fok alagút köti össze a szárazfölddel. A szoros értelemben vett kontinentális Európa legészakibb pontja a Nordkinn-fok (Kinnarodden).
Az Északi-fok (Nordkapp) a Norvégia északi részén lévő 129 km hosszú E69 számú főút északi végpontja is egyben. A legközelebbi város a 34 km-re távolságra, a sziget déli részén található 2245 fő lakosú Honningsvåg kisváros, amely már több szálláshellyel is rendelkezik a látogatók számára.

## Történelem
Az Északi-fokot egy angol felfedező, Richard Chancellor nevezte el 1554-ben, miután 1553-ban elhaladt a fok mellett, miközben az északkeleti átjárót kereste. Ezután merész felfedezők jártak erre, akik a közeli Hornvika-öböl meredek sziklafalán másztak fel a platóra.
Több híres ember is meglátogatta a helyszínt, például II. Oszkár svéd és norvég király 1873-ban, vagy a thaiföldi Chulalongkorn király 1907-ben.
1943-ban az északi-foki csata itt zajlott le a Jeges-tengeren.
Manapság a fok rengeteg turistát vonz kiépült turistafogadó központtal, kiállításokkal és persze az azóta már szimbólummá vált glóbusszal.

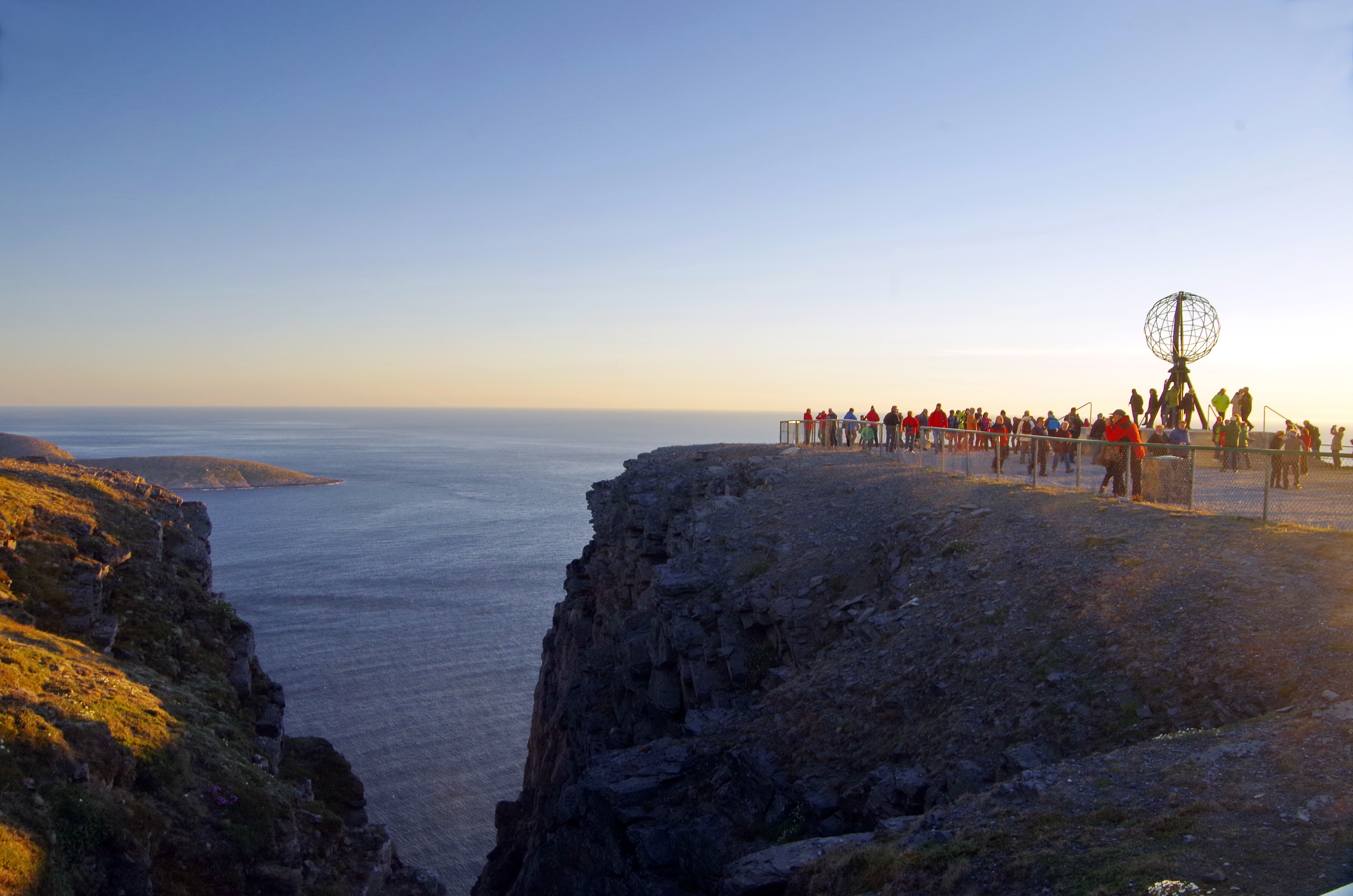
Éjféli napsütés az Északi-foknál